# Vestervang (Viborg)
 For alternative betydninger, se Vestervang. (Se også artikler, som begynder med Vestervang)
Vestervang er en bydel i det vestlige Viborg få kilometer fra centrum. Området består primært af boligblokke og er nærmest selvstændigt. Vestervang har Vestbadet, ligesom Viborg Fodsports Forening deres træningsfaciliteter i bydelen. Der er også posthus, to supermarkeder, apotek, Pitstop mm.
Det hele startede tilbage i 1941 da en gruppe borgere oprettede haveselskaberne Vestervang, Kristiansborg og Hermanshøj.
Der opstod hurtigt et nybyggerkvarter hvor ejerne byggede deres egne huse der typisk var på under 100 m². Størstedelen af husene var såkaldte statslånshuse, der var finansieret af meget billige statslån. Området voksede kraftigt i de efterfølgende årtier og der bor i dag over 5500 mennesker i området.